# Vindija

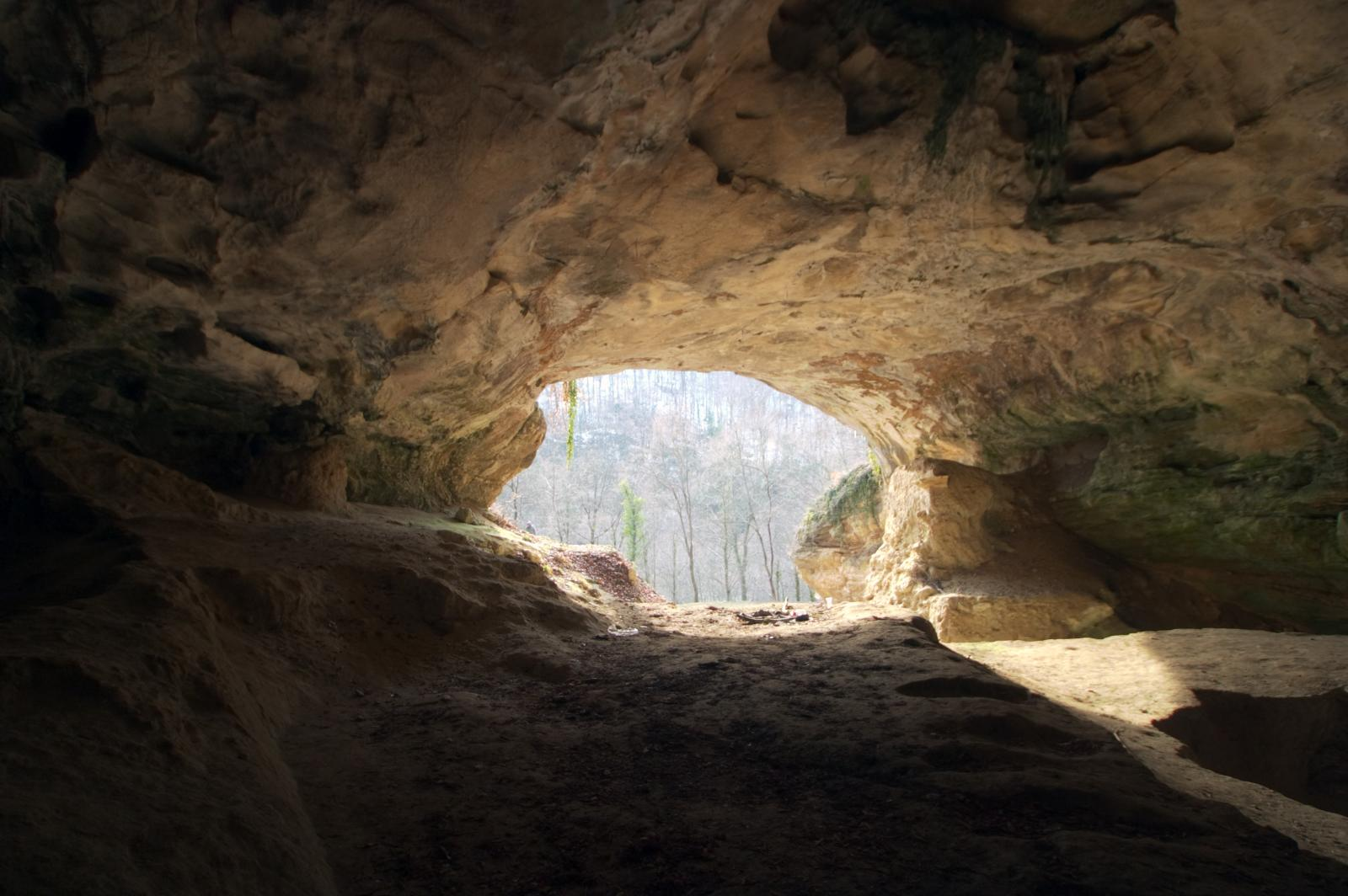
La cueva de Vindija.

La cueva de Vindija es un yacimiento arqueológico en Croacia.
Desde 1999 viene siendo considerado como una evidencia de la existencia del hombre de Neandertal en Europa, datado en 28 000 años. Prueba también de coexistencia entre los neandertales y humanos modernos (Homo sapiens). Pero miembros de un equipo liderado por el paleoantropólogo Erik Trinkaus utilizaron nuevos métodos de datación por radiocarbono para refinar las fechas. El resultado fue una datación de 32 000 años antes del presente para el sitio de Vindija.
En esta cueva fueron encontrados dos restos pertenecientes a la especie Homo neanderthalensis, estos son  el Vi-207, fragmento de mandíbula, y el Vi-208 fragmento de parietal.
En algunos de los restos se encontraron marcas de corte, que podrían tomarse como evidencias de canibalismo.